# Чесенінг (Мічиган)
Чесенінг (англ. Chesaning) — селище (англ. village) в США, в окрузі Сегіно штату Мічиган. Населення — 2430 осіб (2020).

## Географія
Чесенінг розташований за координатами 43°11′5″ пн. ш. 84°7′12″ зх. д. / 43.18472° пн. ш. 84.12000° зх. д. (43.184603, -84.119910).  За даними Бюро перепису населення США в 2010 році селище мало площу 8,14 км², з яких 7,90 км² — суходіл та 0,24 км² — водойми.

## Демографія
Згідно з переписом 2010 року, у селищі мешкали 2394 особи в 1015 домогосподарствах у складі 628 родин. Густота населення становила 294 особи/км².  Було 1129 помешкань (139/км²).
Расовий склад населення:
| - 95,9 % — білих - 0,6 % — корінних американців - 0,6 % — чорних або афроамериканців - 0,3 % — азіатів - 1,5 % — осіб інших рас |

До двох чи більше рас належало 1,1 %. Частка іспаномовних становила 4,1 % від усіх жителів.
За віковим діапазоном населення розподілялося таким чином: 24,1 % — особи молодші 18 років, 59,1 % — особи у віці 18—64 років, 16,8 % — особи у віці 65 років та старші. Медіана віку мешканця становила 39,7 року. На 100 осіб жіночої статі у селищі припадало 91,2 чоловіків;  на 100 жінок у віці від 18 років та старших — 85,6 чоловіків також старших 18 років.
Середній дохід на одне домашнє господарство  становив 47 858 доларів США (медіана — 32 473), а середній дохід на одну сім'ю — 60 008 доларів (медіана — 53 173). Медіана доходів становила 37 361 долар для чоловіків та 29 200 доларів для жінок. За межею бідності перебувало 17,4 % осіб, у тому числі 25,8 % дітей у віці до 18 років та 5,5 % осіб у віці 65 років та старших.
Цивільне працевлаштоване населення становило 1013 особи. Основні галузі зайнятості: виробництво — 22,1 %, освіта, охорона здоров'я та соціальна допомога — 18,2 %, мистецтво, розваги та відпочинок — 12,9 %, роздрібна торгівля — 11,5 %.